# Палац Гезіра
Палац Гезірах (масрі. قصر الجزيرة) — один із палаців єгипетської королівської династії Мухаммеда Алі. Він розташований у районі Замалек на острові Гезіра на річці Ніл. 

## Історія
Палац Гезіра, спроектований Карлом фон Дебітшем (1868 р.), Ізмаїл Паша віддав для розміщення та розваг міжнародних гостей на час відкриття Суецького каналу в 1869 році. 
У 1889 році палац викупив Пол Дранехт, а у жовтні 1894 році компанія Compagnie Internationale des Grands Hotels перетворила його в готель. Під час Першої світової війни функціонував як австралійська загальна лікарня №2, після того, як будинок Мени не зміг впоратися з величезною кількістю жертв при Дарданельській операції . 

## Сьогодення
Палац Гезіри сьогодні — центральна частина комплексу Cairo Marriott Hotel, на острові Гезіра на північ від мосту 6 жовтня. 

## Галерея

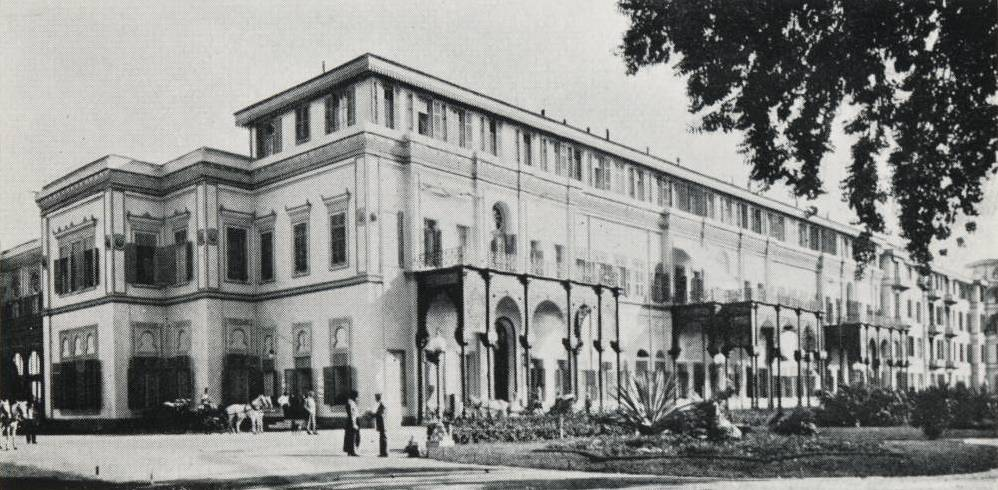
Палац Гезіра, район Замалек, острів Гезіра, Каїр (1906 р.)
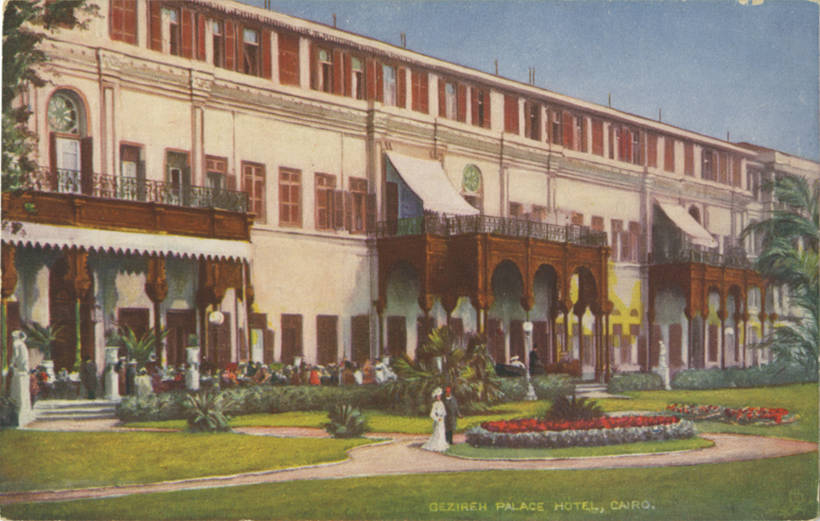
Малюнок палацу
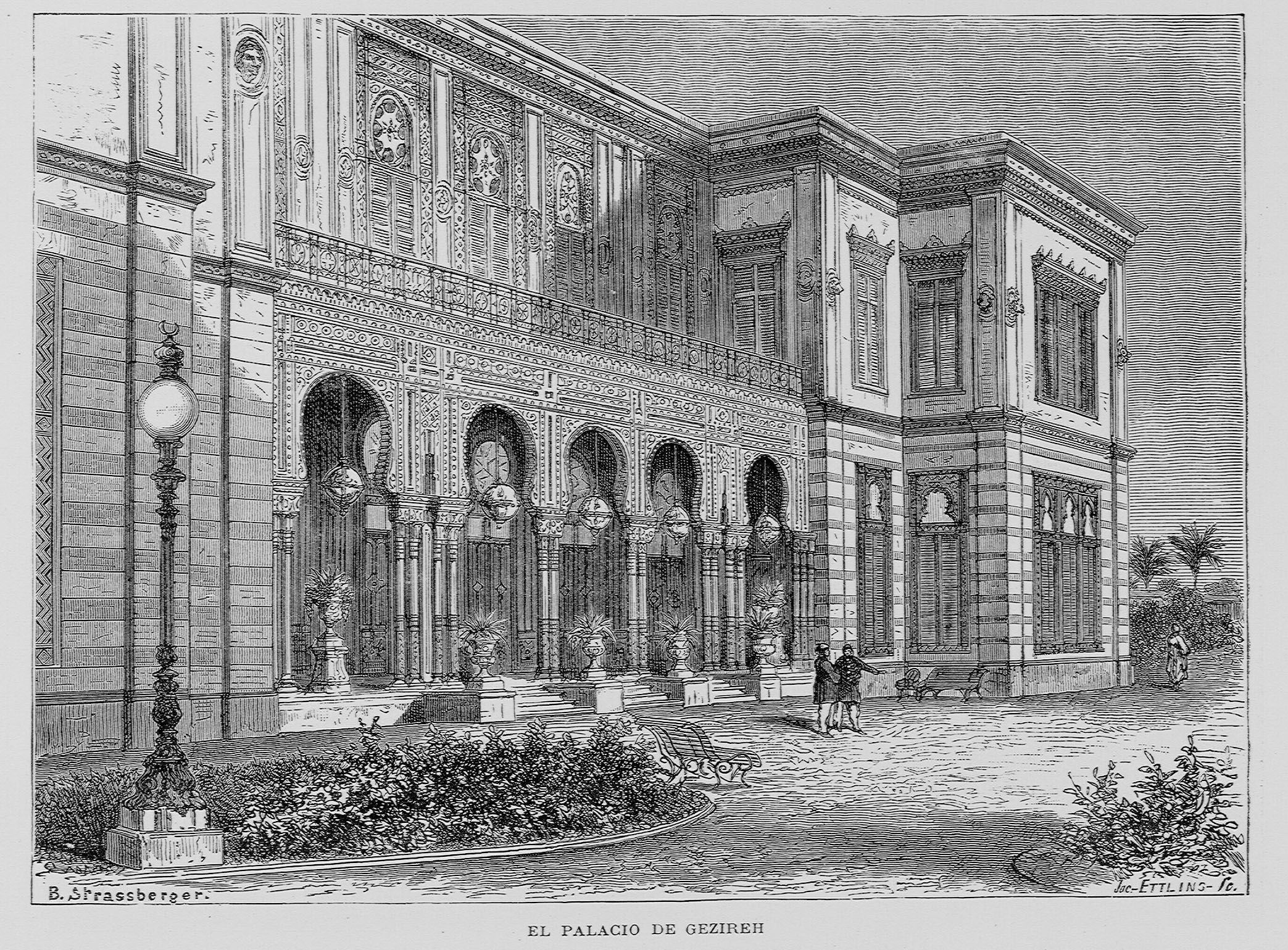
Рисунок палацу, 1882 р.
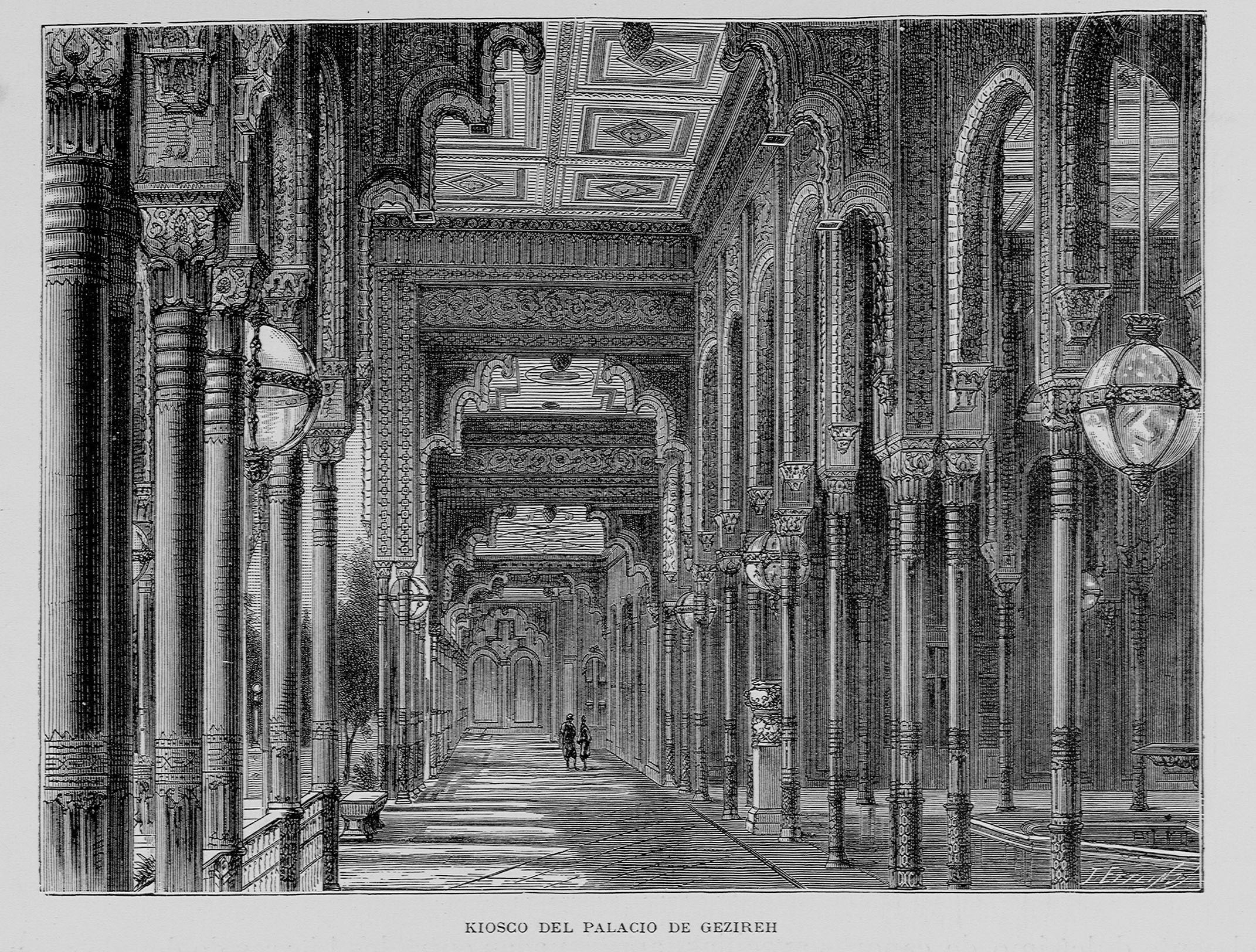
Рисунок палацу, 1882 р.
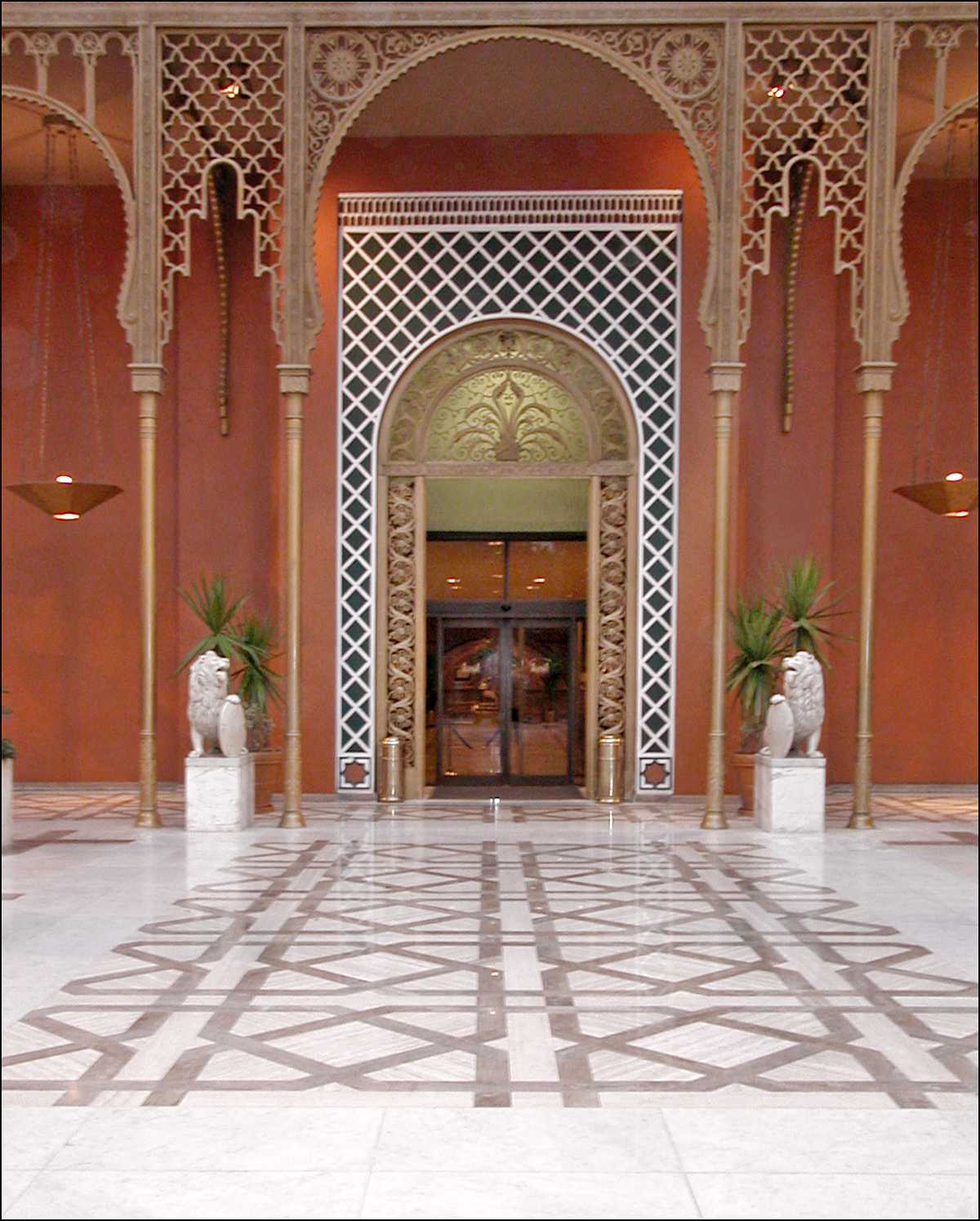
Хол готелю Палац Гезіра
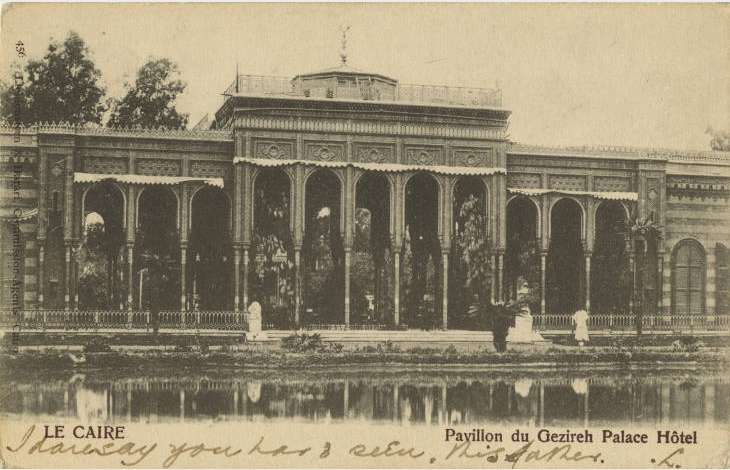
Павільйон готелю Палац ГезіраPavilion du Gezirah Palace Hôtel.png
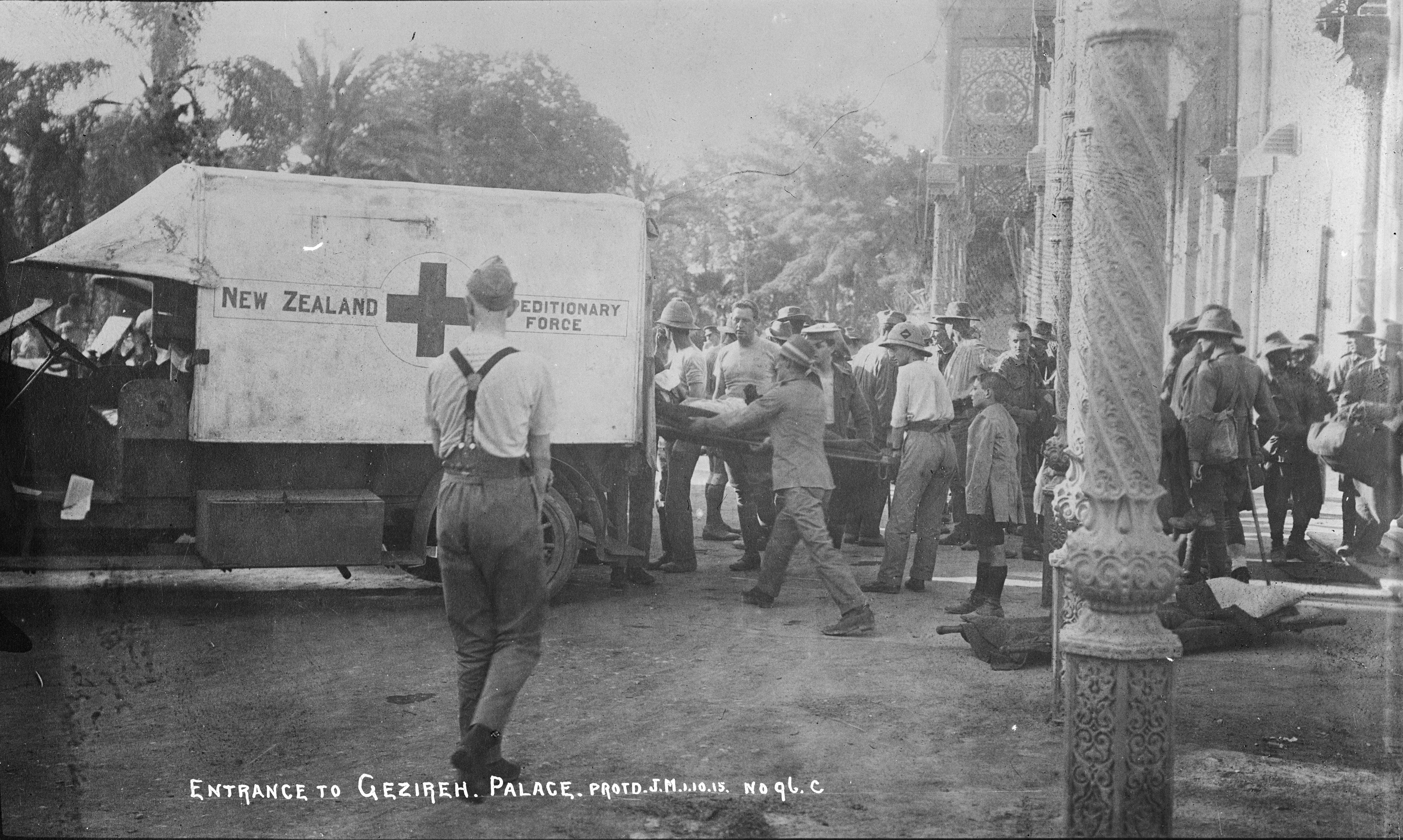
Палац в часи свого функціонування як шпиталя